# 弗朗索瓦·安博-迪拉克
弗朗索瓦·安博-迪拉克（法語：François Imbeau-Dulac，1990年12月9日—）是一位加拿大跳水運動員。代表加拿大參加了2012年奧運會男子3米板的比賽。2011年，他創造了新的加拿大人跳水一米板得分紀錄。他也代表加拿大參加了2015年和2017年世界游泳錦標賽。